# Gwanghaegun
Gwanghaegun (koreanisch: 광해군; * 4. Juni 1575, Joseon; † 7. August 1641 ebenda) war während seiner Regierungszeit von 1608 bis 1623 der 15. König der Joseon-Dynastie (조선 왕조; 1392–1910) in Korea.

## Leben
Gwanghaegun war Sohn der Hofdame Kim (김) und des Königs Seonjo (선조) und als dieser im Jahr 1608 verstarb, übernahm Gwanghaegun, dessen Geburtsname Hon (혼) lautete, die Macht im Königreich. Jahre zuvor, während der Hideyoshi-Invasion (1592–1598), die durch den japanischen General Toyotomi Hideyoshi (豊臣 秀吉) angeführt und als Imjin-Krieg bekannt wurde, ernannte König Seonjo seinen Sohn Gwanghaegun zum Kronprinzen und damit zu seinem Nachfolger nach seinem Tod.
Nach der Geburt von Prinz Yeongchang (영창), der der zweitgeborene Sohn König Seonjos und Sohn von Königin Inmok (인목) war, entstand am Hofe eine Konkurrenzsituation zwischen Gwanghaegun und Yeongchang, die den Hof in Unterstützer der jeweilig anderen spaltete. Während die Einen darauf bestanden, dass Yeongchang der eigentlich rechtmäßige Erbe des Königsthrons war, bestanden die Anderen darauf, dass Gwanghaegun der fähigere von beiden sei und während des Imjin-Krieges Qualitäten in Bezug auf Führerschaft gezeigt hatte. Seine Unterstützer trauten ihm zu, einen starken, zentral organisierten Staat mit einer starken Armee zu errichten.
Nachdem Gwanghaegun 1608 an die Macht gekommen war, ließ er mit seinem Regierungsstab, neben der Bevölkerungszählung und dem Vermessen das Landes, die Infrastruktur des Landes erneuern, das Steuersystem überarbeiten, die Festungsanlagen erneuern und das militärische Training verbessern. Um Krankheiten zu bekämpfen, die zu einem Schwund in der Bevölkerung geführt hatten, ließ er zusätzlich zu dem bestehenden medizinischen Wissen, auf die Praktiken der daoistischen Medizin zurückgreifen. Während seiner Regierungszeit wurde das medizinische Werk Donguibogam (동의보감), das der Mediziner Heo Jun (허준) (1539–1615) im Auftrage von König Seonjo in 16-jähriger Arbeit geschaffen hatte, im Jahr 1613 veröffentlicht.

## Gwanghaeguns Außenpolitik
Doch vor allem Gwanghaeguns Außenpolitik fand Widerhall in den Geschichtsbüchern. Er begann seinen Einfluss nach Westen auszudehnen und erklärte 1618 dem schwächelnden Reich der Ming-Dynastie formal den Krieg. Doch als die Jurchen im Nordosten Chinas die Spätere Jin-Dynastie gründeten und das Ming-Kaiserreich verlorenes Einflussgebiet zurückerobern wollte, wurde Gwanghaegun von dem Ming-Kaiser Wanli (chinesisch 萬曆) um militärische Unterstützung gebeten. Gwanghaeguns Militär war zu dieser Zeit 13.000 Soldaten stark. Nachdem sein General Gang Hong-rip (강홍립) einen Waffenstillstand zwischen dem Joseon-Reich und dem Ming-Reich schloss, erklärte sich Gwanghaegun in dem Konflikt der beiden chinesischen Mächte als neutral. Jedoch ließ er auf der einen Seite die Armee der Ming-Dynastie mit Lebensmittel und Ausrüstungen unterstützen und unterhielt auf der anderen Seite eine freundliche Beziehung zur Dynastie der Juchen, eine Politik, die in Joseon nicht überall Zustimmung fand.
Innenpolitisch ließ er seine Kritiker verfolgen und töten und sorgte dafür, das 1613 sein Halbbruder und Konkurrent Yeongchang (영창) umgebracht wurde. Seine Stiefmutter Inmok (인목) entfernt er von ihrer königlichen Position und grenzte ihre Möglichkeiten innerhalb des Hofes ein. Doch die Widerstände gegen seine Innenpolitik, der Versuch der Ausschaltung der Opposition und der von vielen empfundene Betrug an den Herrschern der Ming-Dynastie, führten letztendlich zu seiner Absetzung als König im Jahr 1623, angeführt von einflussreichen Leuten wie Kim Ryu (김류), Yi Gwi (이귀) und Yi Gwal (이괄). Gwanghaegun wurde ins Exil zunächst auf die Insel Ganghwado (강화도) geschickt und dann später auf die Insel Jejudo (제주도). Im August 1641 wurde er getötet und in der Stadt Namyangju (남양주) in der Provinz Gyeonggi-do (경기도) beerdigt. Seine Frau, Königin Yu (유) wurde ebenfalls entthront und verbannt und starb auf der Insel Ganghwado, wurde aber später auch im Grab ihres Gemahls beigesetzt.

## Film
- 2012 wurde der Spielfilm Gwanghae: Wang-i Doen Namja (광해: 왕이 된 남자, intl. Titel: Masquerade) veröffentlicht, der in Südkorea über 12 Millionen Besucher erreichte.[9] Dem Film als Grundlage dienten dabei die Annalen der Joseon-Dynastie. In diesen fehlen die Aufzeichnungen von 15 aufeinanderfolgenden Tagen.[6]
- Am 13. April 2015 lief die Fernsehserie Hwajeong (화정) auf MBC an. In 50 Episoden erzählt die Serie die Geschichte um Gwanghaegun und verbindet dabei Fakten und Fiktion, ohne die Geschichte zu verzerren.[10]